# Japonia na Letnich Igrzyskach Olimpijskich 1952
Na Letnich Igrzyskach Olimpijskich 1952 reprezentowało Japonię 96 sportowców (58 mężczyzn i 11 kobiet) w 60 dyscyplinach. Japonia nie została zaproszona do Londynu na igrzyska w 1948 roku, z powodu roli kraju w czasie II wojny światowej.

## Medaliści
| Medal  | Nazwisko                                                          | Sport      | Konkurencja                                     |
| ------ | ----------------------------------------------------------------- | ---------- | ----------------------------------------------- |
| Złoto  | Shohachi Ishii                                                    | Zapasy     | Mężczyźni, styl klasyczny waga kogucia do 57 kg |
| Srebro | Masao Takemoto                                                    | Gimnastyka | Mężczyźni, skok                                 |
| Srebro | Tadao Uesako                                                      | Gimnastyka | Mężczyźni, ćwiczenia na podłodze                |
| Srebro | Hiroshi Suzuki                                                    | Pływanie   | Mężczyźni, 100 m styl dowolny                   |
| Srebro | Shirō Hashizume                                                   | Pływanie   | Mężczyźni, 1500 m styl dowolny                  |
| Srebro | Toru Goto, Yoshihiro Hamaguchi, Hiroshi Suzuki i Teijiro Tanikawa | Pływanie   | Mężczyźni, 4x200 m styl dowolny                 |
| Srebro | Yūshū Kitano                                                      | Zapasy     | Mężczyźni, styl klasyczny waga musza do 52 kg   |
| Brąz   | Takashi Ono                                                       | Gimnastyka | Mężczyźni, skok                                 |
| Brąz   | Tadao Uesako                                                      | Gimnastyka | Mężczyźni, skok                                 |